# Butch Ballard
Butch Ballard, rodným jménem George Edward Ballard (26. prosince 1918, Camden, New Jersey, USA – 1. října 2011, Filadelfie, Pensylvánie) byl americký jazzový bubeník.

## Život
Na bicí začal hrát ve svých deseti letech. Později vystupoval s různými lokálními hudebníky a roku 1938 se stal členem skupiny trumpetisty Louise Armstronga. O tři roky později začal hrát s orchestrem trumpetisty Cootieho Williamse. V roce 1950 jej oslovil kapelník Duke Ellington s nabídkou, že by hrál při jeho evropském turné, kde by působil coby záloha za jeho stálého bubeníka Sonnyho Greera, který byl kvůli nadměrné konzumaci alkoholu nespolehlivý. Ballard nabídku přijal a turné s ním coby záložník absolvoval. Ellington mu později nabídl, aby Greera nahradil trvale, ale on odmítl, neboť nechtěl měnit svůj styl k Ellingtonovu obrazu (Ellington požadoval, aby bubeníci hráli na dvojitý basový buben). Přesto Ballard s Ellingtonem v pozdějších letech ještě krátce spolupracoval. Během své kariéry spolupracoval s mnoha dalšími hudebníky, mezi něž patří například Count Basie, Clark Terry, Coleman Hawkins, Johnny Hodges a Stan Getz. Zemřel v roce 2011 ve věku 92 let v domě s pečovatelskou službou ve Filadelfii.